# Gonomyia (Leiponeura) kama
Gonomyia (Leiponeura) kama is een tweevleugelige uit de familie steltmuggen (Limoniidae). De soort komt voor in het Oriëntaals gebied.